# Gerard Guix
Gerard Guix (Vic, Osona, 1975) és un escriptor, dramaturg, guionista i professor català.
Durant la seva carrera professional ha obtingut beques i reconeixements del British Council, del Tyrone Guthrie Centre d'Annaghmakerrig d'Irlanda, del Centre d'Art i Natura de Farrera i de la Institució de les Lletres Catalanes.
Ha publicat les novel·les La deriva dels continents (2005), Dia de caça (2007) i Tot el que hauries de saber abans d'estimar-me (2011), guanyadora del XXI Premi Pin i Soler de narrativa, publicada en castellà per 'Suma de Letras' el 2012, i El cementiri (2013). També és autor de la trilogia crossover de gènere fantàstic El prodigi, L'enginy i El talent (2011/2012). Ha estat antologat a Veus (2010), que compta amb una versió castellana, Voces (2010), a Crims.Cat 2.0 (2013), Els caus secrets (E2013), Paper de Vidre, una nova polida (2013).
L'editorial danesa Saga Egmont acaba de recuperar totes les seves novel·les en formats digitals (ebook i àudio llibre) i l'editorial francesa Aux Forges de Vulcain ha publicat les traduccions Le Cimetière (2019) i Tout ce que tu devrais savoir avant de m'aimer (2022). L'any 2020 Gerard Guix fou convidat a la vuitena edició de la 'Nit de la literatura 2020 de París' a França, en una edició completament virtual, promoguda pel Fòrum d'Instituts Culturals Estrangers a París (FICEP) i amb invitació a càrrec de l'Institut Ramon Llull.
L'any 2020 va publicar la novel·la La meva temporada a l'infern.
Com a dramaturg, ha estrenat professionalment una desena d'obres de teatre, entre elles Gènesi 3.0, Premi Fundació Romea de textos teatrals 2006, estrenada al Teatre Romea durant el 31è Festival Grec de Barcelona, i Ricard de 3r, que fou nominada als Premis de la Crítica de les Arts Escèniques amb temporada a la Sala Beckett, a l'Off de La Villarroel i a la Sala Flyhard durant el 2015 i posterior gira per Catalunya i València. També estrenà els dos espectacles trilingües estrenats amb 'Jogijo', la seva pròpia companyia: U, Due, Três i ARCA, representades amb èxit a Itàlia, França, Espanya i Portugal.
Com a professor, ha dirigit tallers de creació a Aules, Escola d'Arts Escèniques i és professor d'Espai escènic i Pensament creatiu a l'Escola Internacional de Protocol de Barcelona. També ha exercit de professor de l'Escola d'Escriptura de l'Ateneu Barcelonès.
El desembre de 2022 Gerard Guix va guanyar el 49è Premi Joaquim Ruyra de narrativa juvenil amb Un far a la fi del món, una obra que serà publicada a Elastic Books, el nou segell de literatura per a joves del Grup Enciclopèdia Catalana.